# Holger Radmann
Holger Radmann (* 1969) ist ein Brigadegeneral der Luftwaffe der Bundeswehr und seit Januar 2025 Kommandeur des Landeskommandos Hessen.

## Militärische Laufbahn
Radmann trat 1989 in die Bundeswehr ein. Von Juli 1993 bis Dezember 1994 erfolgte die fliegerische Ausbildung zum Waffensystemoffizier auf der Randolph Air Force Base und die Waffensystemausbildung F-4 Phantom auf der Holloman Air Force Base. Im Anschluss war Radmann als Waffensystemoffizier im Jagdgeschwader 71 „Richthofen“ (JG 71) in Wittmund eingesetzt. Ab September 1998 erwarb er die Lehrberechtigung und wurde als Waffenlehrer in der Ausbildungsstaffel F-4/20th Fighter Squadron auf der Holloman Air Force Base eingesetzt. Ab April 2002 folgten Stabsverwendungen im Stab des Jagdgeschwaders 71. Radmann nahm ab September 2004 bis September 2006 am 1. Streitkräftegemeinsamen Lehrgang Generalstabs-/Admiralstabsdienst National (LGAN SK) an der Führungsakademie der Bundeswehr in Hamburg teil, wo er zum Offizier im Generalstabsdienst ausgebildet wurde. Danach wurde er Staffelkapitän der 2. Staffel des JG 71.
Von April 2008 bis Juni 2009 wurde er als Referatsleiter A 3 a/b (Grundsatz/Einsatz) in der 4. Luftwaffendivision. Als erste ministerielle Verwendung wurde Radmann im Führungsstab der Luftwaffe (FüL III 3) als Referent und als Bevollmächtigter des Inspekteurs der Luftwaffe beim Einsatzführungsstab eingesetzt. Im Januar 2012 wurde er Kommandeur der Fliegenden Gruppe im JG 71, ehe er ab August 2013 als Büroleiter des Inspekteurs der Streitkräftebasis und Verbindungsoffizier eingesetzt wurde. Radmann absolvierte von April bis Oktober 2015 eine erneute Waffensystemausbildung, diesmal auf dem Muster Tornado. Danach war er vom 19. November 2015 bis 3. Juli 2018 Kommodore des Taktischen Luftwaffengeschwader 33 auf dem Fliegerhorst Büchel. Anschließend wurde er als Unterabteilungsleiter 1 II im Kommando Luftwaffe eingesetzt.
Im Juli 2020 folgte eine erneute ministerielle Verwendung als Referatsleiter Strategie und Einsatz II 3, ehe er ab September 2023 Bereichsleiter Multinationale Führung im Zentrum Luftoperationen in Kalkar sowie stellvertretender Kommandeur des Combined Air Operations Centre Uedem wurde. 
Am 24. Januar 2025 übernahm Radmann von Brigadegeneral Bernd Stöckmann das Kommando des Landeskommandos Hessen.

### Auslandseinsätze
Radmann nahm an mehreren Auslandseinsätzen teil:
- ISAF (2008)
- Air Policing Baltikum (2012)
- Operation Counter Daesh (2016)